# Aerovironment Wasp III
Aerovironment Wasp III är en stridsteknisk (mikro) UAV tillverkad av Aerovironment och används för spaning och underrättelseinhämtning. Den startas med hjälp av en gummilina eller handkastas och styrs med en handhållen kontrollenhet.

## Användare
- Australien
- Frankrike
- Sverige
- USA

### Användning i svenska Försvarsmakten
Den svenska militära beteckningen på Wasp III är UAV 04 Svalan. Avsaknaden av information om Försvarsmaktens nyttjande av systemet, jämfört dess övriga UAV-system, skulle kunna tyda på att den avvänds av specialförbandet Särskilda operationsgruppen (SOG). Den blev operativ 2010 och uppgifter tyder på att tre system anskaffats för materielförsök.
Wasp III ingår numera även i Försvarsmaktens UAV-system 05, under beteckningen UAV 05A Svalan.